# Volva volva
Volva volva is een slakkensoort uit de familie Ovulidae. De wetenschappelijke naam werd gepubliceerd in 1758 door Carl Linnaeus in de tiende editie van Systema naturae.